# لوئیز بورژوآ
ژوزفین لوییز بورژوآ (به فرانسوی: Louise Joséphine Bourgeois) ٢۵ دسامبر ۱۹۱۱-٣۱ مه ۲۰۱۰) هنرمند و مجسمه‌ساز زاده شهر پاریس فرانسه با تابعیت آمریکایی بود که بیشتر به خاطر مجسمه عنکبوت مشهورش با نام مامان شناخته شده‌است. وی که پس از ۶۰ سالگی مشهور شد مضمون اصلی آثارش بازتاب ناملایمات عاطفی و سرخوردگیهای شخصی به ویژه در دوران کودکی بود.

## زندگی‌نامه
ژوزفین لوییز بورژوآ در سال ۱۹۱۱ در پاریس به دنیا آمد. آموزش هنر را در مدارس مختلفی فراگرفت از جمله اکول دو لوور (École du Louvre)، دانشسرای عالی ملی هنرهای زیبای پاریس، آکادمی جولین و آتلیه فرلاند لژه. در سال ۱۹۳۸ به ایالات متحده مهاجرت کرد؛ با رابرت گلدواتر (مورخ و گالری دار آمریکایی) ازدواج کرد و تحصیلات خود را در لیگ دانشجویان هنر در نیویورک ادامه داد. گرچه در آغاز او به عنوان طراح و نقاش شناخته می‌شد اما از سال ۱۹۴۰ تمرکز خود را بر روی مجسمه‌سازی گذاشت که سبب شد، به یکی از پیشتازان شناخته شده هنر قرن بیستم تبدیل شود.
او بسیار تحت تأثیر هنرمندان اروپایی سورئالیستی بود که بعد از جنگ جهانی دوم به آمریکا مهاجرت کرده بودند. حجم‌های اولیه‌ای او ترکیبی از اشکال انتزاعی و اندام واری بودند که غالباً از چوب تراشیده می‌شدند.

از سال ۱۹۶۰ او شروع به استفاده از پلاستیک، برنز و سنگ کرد. حجم‌های او بزرگتر شده و ارجاع بیشتری به موضوعاتی را می‌دادند که غالب آثارش را تشکیل می‌داد؛ دوران کودکی اش. او می‌گفت: 
دوران کودکی ام جادویش، رمز گونگی اش و درامش را هیچ‌گاه از دست نداده‌است. رابطه او با والدینش و نقش تمایلات جنسی در آثار او به صورت نمادین بازنمایی شده‌اند.
بدن‌های تکه‌تکه شدهٔ او (که اشاره به بدن زن و مرد یا ترکیبی از این دو دارند) به تمایلات جنسی و بی‌گناهی و تقابل بین این دو می‌پردازد.
آثار او در مجموعه‌های بسیاری از موزه‌ای بزرگ در سراسر جهان قرار گرفته‌اند.
به رغم گرایش همواره نامطمئن اش به جریان‌های هنری مطرح روز آن دوران همچون سوررئالیسم، اکسپرسیوینسم انتزاعی و نیز فمینیسم، انتظار مطرح شدن نام بورژوا در صحنهٔ هنری نیویورک تا میانهٔ دههٔ هفتاد به طول انجامید در طول سی سال فعالیت هنری اش او تنها چهار نمایشگاه انفرادی برگزار کرد، در حالی که پس از این تاریخ در فاصلهٔ ۱۹۷۸ تا ۱۹۸۱ بورژوا پنج نمایشگاه انفرادی فقط در نیویورک برپا کرد. سرانجام در سال ۱۹۸۲ نمایشگاه مرور مُما بر آثار او (اولین در نوع خود برای یک هنرمند زن) و سپس نمایندگی ایالات متحد در ونیز ۱۹۹۳ موقعیت یکتای او را تثبیت کرد.
او در شهر نیویورک زندگی می‌کرد و می ۲۰۱۰ بر اثر سکته قلبی درگذشت؛ در حالی که در آستانه صد سالگی از فعالیت هنری بازنایستاد و قادر بود بینندگان را با ابداع و خلاقیت خود به شگفت آورد.

## آثار

### سرنگونی پدر
سرنگونی پدر ۱۹۷۴ شرحی از زندگی و اثرات روانی سلطه قدرت پدر بر فرزندانش است. اثر یک چیدمان شبیه به رحم مادر است که از گچ، لاتکس، چوب، پارچه و نور قرمز تشکیل شده‌است. سرنگونی پدر اولین قطعه‌ای بود که او در آن از مواد نرم در مقیاس بزرگ استفاده کرد. پس از ورود به چیدمان؛ بیننده صحنه پس از ارتکاب جرم را می‌بیند. قسمتی از یک ناهار خوری یا اتاق خواب که کودکان لکه مانندی از شورش کردن، به قتل رسیدن و خوردن پدر، خشنودند.

### سلول‌ها
در دهه هشتاد زندگی اش، بورژوآ دو گونه چیدمان خلق کرد که از آن‌ها با نام «سلول‌ها» یاد می‌کرد. بیشتر آن‌ها چیدمان‌هایی کوچک مقیاس بودند که از اشیاء نمادین تشکیل می‌شدند؛ بقیه اتاق‌های کوچکی بودند که بیننده را به درون خود فرا می‌خواندند. در سلول‌ها، بورژوآ از حجم‌ها، اشیاء حاضر آماده و وسایل شخصی ای استفاده می‌کرد که بار روانی و احساسی زیادی برای او داشتند.
سلول‌ها بار روانی و معنایی بسیاری داشتند؛ اما در درجه اول احساس ترس و درد را به بیننده منتقل می‌کردند. او اظهار داشت که سلول‌ها نشان دهندهٔ انواع درداند؛ درد فیزیکی، عاطفی و روانی، ذهنی و فکری… هر سلول به یک ترس می‌پردازد. ترس، درد است… هر سلول به لذت نگاه کردن می‌پردازد. لذت دیدن و دیده شدن.

### مامان

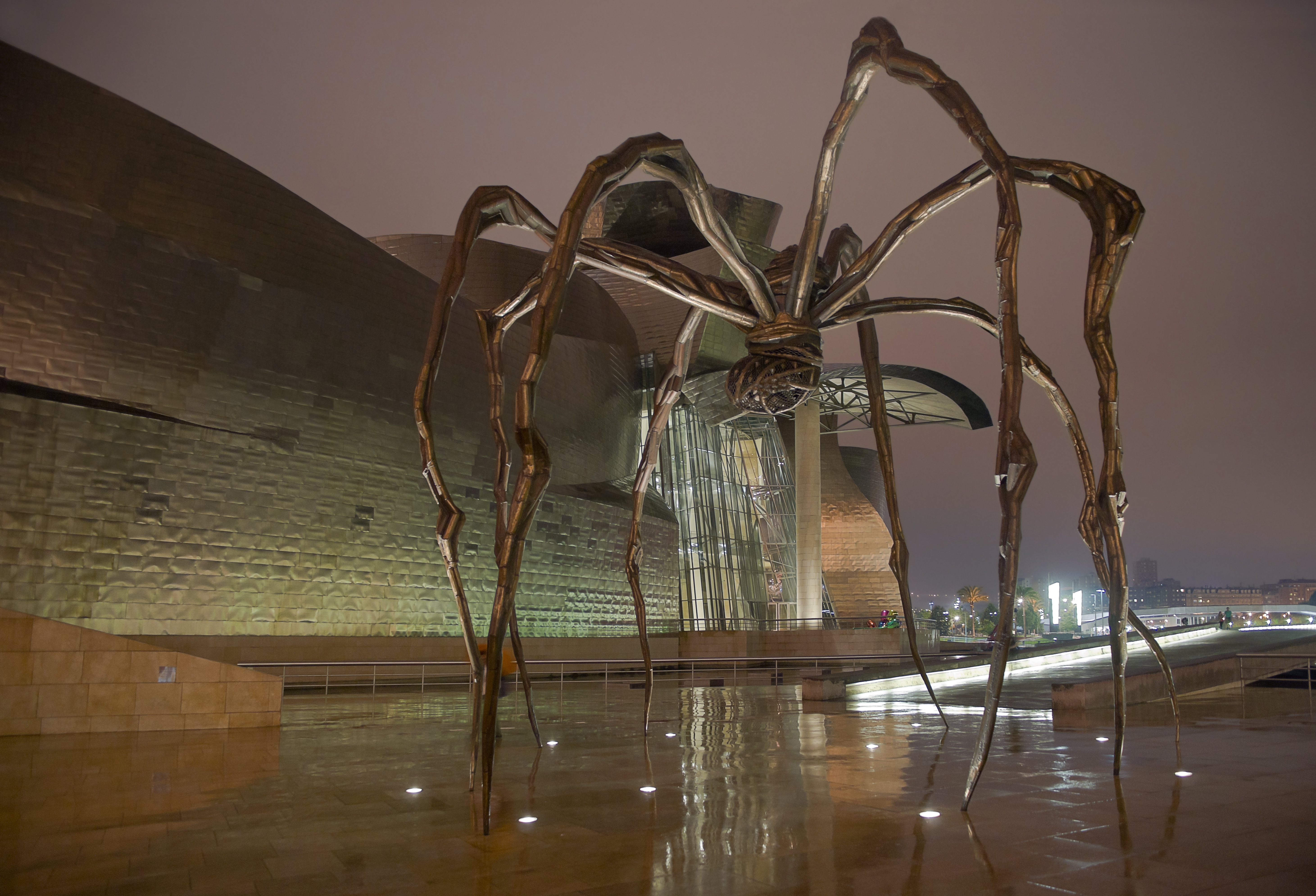
مامان در برابر ساختمان موزه گوگنهایم در بیلبائو

در اواخر دهه ۹۰، بورژوآ شروع به استفاده از عنکبوت کرد که سوژه اصلی آثارش را تشکیل می‌داد. مامان، که بیشتر از نه متر ارتفاع دارد، از فولاد و سنگ مرمر ساخته شده که شش نسخه برنزی از آن تکثیر شده‌است. این اثر برای اولین بار در یکی از سالن‌های موزه تیت مدرن در سال ۲۰۰۰، به اجرا درآمد و پس از آن در مرکز کنوانسیون ملی قطر در دوحه نصب شد که بزرگترین مجسمه عنکبوتی است که توسط بورژوآ ساخته شده‌است.

مجسمه اشاره به قدرت مادرش دارد؛ با استفاده از نمادهایی مثل نخ ریسی، بافندگی، پرورش و حمایت. مادرش ژوزفین، زنی بود که به تعمیر پارچه‌های نقش دار، در کارگاه پدر بورژوآ می‌پرداخت. او مادرش را در سن بیست و یک سالگی از دست داد. چند روز پس از آن؛ در مقابل پدرش که به نظر نمی‌رسید ناامیدی دختر خود را جدی گرفته باشد؛ خودش را به رودخانه انداخت که پدرش او را نجات داد.
بورژوآ می‌گفت: عنکبوت قصیده ای است برای مادرم. او بهترین دوست من بود. مانند عنکبوت، مادر من یک بافنده بود. خانواده من در کسب و کار ترمیم پرده‌های نقش دار بودند و مادرم مسئول کارگاه بود. مانند عنکبوت، مادر من، بسیار باهوش بود. عنکبوت‌ها موجودات دوست داشتنی هستند که از پشه‌ها تغذیه می‌کنند. پشه‌ها ناخواسته باعث گسترش بیماری می‌شوند؛ بنابراین عنکبوت‌ها، مفید و حفاظت گر هستند؛ درست مانند مادرم.

## ویژگی و سبک

### ضربه روحی در دوران کودکی و موضوعات پنهان
پس از اینکه مادر لوئیس بیمار شد؛ پدرش شروع به داشتن روابط با زنان دیگر کرد که از جمله آن‌ها مدرس انگلیسی لوئیس بود. او بسیار مراقب و آگاه از این وضعیت بود. این آغاز تعامل هنرمند با استانداردهای دوگانه مربوط به جنسیت و تمایلات جنسی بود که در بسیاری از کارهایش بازنمایی می‌شد.
او به خاطر می‌آورد که پدرش بارها و بارها به مادرش دوستت دارم می‌گفت در حالی که به او خیانت می‌کرد. بورژوآ می‌گفت:
پدرم گرگ بود و مادرم خرگوشی منطقی؛ او را می‌بخشید و می‌پذیرفت.
آثار زیر با توجه به این موضوع شکل گرفته‌اند:
- سرنگونی پدر (۱۹۷۴)
- اتاق قرمز والدین (۱۹۹۴)
- سلول: بهتر است بزرگ شوی (۱۹۹۳): این اثر از مجموعه سلول‌های بورژوآ است و مستقیماً اشاره به ضربات روحی دوران کودکی و نا امنی که او را احاطه کرده بود دارد.
- دادن یا گرفتن (۲۰۰۲): این قطعه احساسات پنهان را بازنمایی می‌کند. نشان دهنده آن معضل شدیدی است که مردم در طول زندگی خود با آن روبرو هستند؛ تلاش برای تعادل رساندن بین دادن و گرفتن. این معضل نه تنها در فرم مجسمه؛ بلکه در موادی که از آن استفاده شده‌است قابل رویت است.
- کودک بافته شده (۲۰۰۲)

### فضاسازی و خاطرات
فضاسازی و خاطرات از اجزای مهم کارهای بورژوآ هستند. در مصاحبه‌های متعدد، او فضاسازی را بیان تصویری خاطرات و خاطرات را نوعی از فضاسازی می‌داند. خاطراتی که در بسیاری از آثار او نمود بارزی دارند؛ ترکیبی از واقعیت و تصورات او هستند مانند مرگ و طرد پدرش. او تصوراتش را با خاطرات واقعی آمیخته می‌کرد از جمله زندگی در نزدیکی گشتارگاه و مشاهده پدرش در حالی که در کنار معشوقه‌اش بود.
برای او پدرش نماد آسیب رساندن و مرافعه بود. آدمی متکبر و از همه مهم‌تر خائن.
آثار زیر با توجه به این موضوع شکل گرفته‌اند:
- سرنگونی پدر (۱۹۷۰)
- سلول (سه حوزهٔ مرمر سفید) (۱۹۹۳): این اثر از مجموعه سلول‌های بورژوآ است و مستقیماً اشاره به ترس و اسارت دارد. آینه‌ای که در داخل آن به کار رفته بازنمود واقعیتی است که مدام در حال تغییر و تحریف است.
- مامان (۱۹۹۹)

### تمایلات جنسی و شکنندگی
تمایلات جنسی بی شک یکی از مهم‌ترین موضوعاتی است که آثار بورژوآ را تشکیل می‌دهند. ارتباط بین تمایلات جنسی و ضعف و نا امنی نیز یکی از رگه‌های پر رنگ کارهای اوست. یکی از دلایل این استدلال ممکن است ناشی از خاطرات دوران کودکی او از معشوقهٔ پدرش باشد.
آثار زیر با توجه به این موضوع شکل گرفته‌اند:
- زن مارپیچی (۱۹۵۲): این اثر تمرکز او را بر تمایلات جنسی زنانه و شکنجه نشان می‌دهد. ساق‌های خم شده و عضلات بازو نشان می‌دهند که زن مارپیچی در حال خفه شدن و به دار آویخته شدن است.
- دختر بچه (۱۹۶۸)
- الهه شکننده (۱۹۷۰)
- سباستین مقدس (۱۹۹۲)
- درون و بیرون (۱۹۹۵): ارتباط بین این اثر با تمرکز اقلیت‌های جنسی بر مفهوم جنسیت، بسیار روشن است. استفاده از فلزات در این اثر ارتباط خشم یا حتی اسارت را با جنسیت و رفتارهای جنسی نشان می‌دهد و نه شور و عشق را.[۷]

### مصالحه با قدرت
«من از قدرت می‌ترسم. مرا عصبی می‌کند. در زندگی واقعی من خود را به موقعیت یک قربانی نزدیک می‌بینم و برای همین به سراغ هنر رفتم.» آثار بورژوا هرچند مشحون از درد و تهدید، همیشه جایی را برای پنهان شدن فراهم می‌کنند. آثارش هرچند موحش، اما بوی ادرار تسکین دهندهٔ یک زندانی را می‌دهند که از فشاری شرم آور، سرانجام به طرزی شرم‌آور رها شده‌است و اینک دیگر باید یاد بگیرد با شرم زیر سلطه بودن کنار بیاید. آثار بورژوا داستان مصالحه با قدرت است، آن هنگام که عنکبوتی غول پیکر را بر فراز سر رهگذران قرار می‌دهد، یا در سلول‌های شکنجه‌اش بدن جنسیت زدایی شده‌ای را می‌بینیم که با قوسی از ارضا پز گرفته‌است، یا وقتی که غار گرم کم عمقی را در برابرمان می‌گشاید که دیواره‌هایش را تاول‌های فالیک گونه پوشانده‌است، یا زمانی که حیوانی با سینه‌های متعدد بزرگ و پنجه‌هایی قدرت مند را بی سر در برابرمان می‌نشاند، یا دست‌هایی قطع شده را بر روی پایه‌های تنومند سنگی می‌تراشد. روایت او، روایت توانمندی فلج ساز قدرت است، که بر حاکم و محکوم یک سان جاری می‌شود. هیچ شکوهی در قدرت ناتوان ساز نیست.